# Disturbing the Peace
| Críticas profissionais           | Críticas profissionais |
| Avaliações da crítica            | Avaliações da crítica  |
| Fonte                            | Avaliação              |
| -------------------------------- | ---------------------- |
| Allmusic                         | [ 2 ]                  |
| Collector's Guide to Heavy Metal | 9/10                   |

Disturbing the Peace é o segundo álbum da banda de hard rock estadunidense Alcatrazz, e o único a contar com o guitarrista virtuoso Steve Vai. Por ter sido lançado sob o selo Capitol Records, o álbum teve uma melhor divulgação em relação aos anteriores, mas a mídia já começava a pegar no pé, pois achava fraco o conteúdo das letras de Graham, que nunca fora um grande compositor. Apesar disso, o álbum teve uma boa receptividade.
A música "God Blessed Video" pode ser ouvida na rádio ficcional V-Rock do Grand Theft Auto: Vice City.

## Faixas
Todas as canções foram compostas por Graham Bonnet e Steve Vai, exceto onde está especificado.
1. "God Blessed Video" - 3:30
2. "Mercy" - 4:22 (Bonnet, Vai, Jimmy Waldo, Gary Shea, Jan Uvena)
3. "Will You Be Home Tonight" - 5:03 (Bonnet, Vai, Jimmy Waldo)
4. "Wire and Wood" - 3:29
5. "Desert Diamond" - 4:20
6. "Stripper" - 3:52
7. "Painted Lover" - 3:23
8. "Lighter Shade of Green" [Instrumental] - 0:46 (Vai)
9. "Sons and Lovers" - 3:37
10. "Skyfire" - 3:54
11. "Breaking the Heart of the City" - 4:59

## Músicos
- Graham Bonnet - vocais
- Steve Vai - Guitarras
- Gary Shea - Baixo
- Jan Uvena - baterias
- Jimmy Waldo - teclados

## Paradas Musicais

### Álbum
| Ano  | Ranking           | Posição | Semanas   | Ref.        |
| ---- | ----------------- | ------- | --------- | ----------- |
| 1985 | The Billboard 200 | #145    | 7 semanas | [ 5 ] [ 6 ] |

## Relançamentos
- O álbum foi lançado em 1985, e re-lançado em 2001 como o 2º volume do The Secret Jewel Box, de Steve Vai;
- Em 2013, o álbum foi relançado como uma versão remasterizada e expandida com uma capa diferente pelo selo polonês Metal Mind.[7]

## Curiosidades
- O riff de introdução da canção Wire and Wood pode ser ouvido como um dos solos da música “Answers”, do álbum Passion and Warfare, e também em “Little Green Men”, do Flex-Able.[8][9]